# Wenceslaus III Adam van Teschen
Wenceslaus III Adam van Teschen (december 1524 - 4 november 1579) was van 1528 tot 1579 hertog van Teschen. Hij behoorde tot de Silezische tak van het huis Piasten.

## Levensloop
Wenceslaus Adam was de tweede, maar enige overlevende zoon van medehertog Wenceslaus II van Teschen en Anna van Brandenburg-Ansbach, dochter van markgraaf Frederik V van Brandenburg-Ansbach. Zijn vader overleed een maand voor zijn geboorte.
Na zijn geboorte werd hij onder de voogdij geplaatst van zijn grootvader, hertog Casimir II van Teschen. Nadat zijn grootvader in 1528 overleed, volgde Wenceslaus III Adam hem op. Omdat hij toen nog minderjarig was, werden zijn moeder en de Boheemse magnaat Jan van Pernstein volgens de laatste wil van Casimir II tot regenten benoemd.
Tijdens zijn jeugd verbleef de jonge hertog grotendeels aan het keizerlijke hof in Wenen, waar hij werd opgeleid. Hoewel het keizerlijk hof in Wenen katholiek was, bekeerde Wenceslaus Adam zich tot het lutheranisme, een religie die hij de rest van zijn leven zou behouden.
Toen zijn moeder in 1539 stierf, werd de vijftienjarige Wenceslaus III Adam volwassen verklaard en was hij dus in staat om zijn gebieden zelf te besturen. In feite bleef Jan van Pernstein de functies van regent echter uitoefenen tot in 1545, waarna hij zelfstandig begon te regeren.
Onder zijn bewind werd de economie van het hertogdom Teschen gestabiliseerd en werd ze zelfs verder ontwikkeld. Het belangrijkste feit was echter dat hij de reformatie introduceerde in zijn gebieden. Zo sloot hij het franciscanen- en het dominicanenklooster van Teschen en later ook het benedictijnenklooster in Orlau. Ook werd het protestantisme de staatsgodsdienst van het hertogdom Teschen. Delen van de goederen die van katholieke religieuze ordes waren overgenomen werden dan weer overgebracht naar het stadshospitaal van Teschen, waar de armen werden verzorgd. Daarnaast was Wenceslaus III Adam onderwezen in de medische wetenschap in verband met patiëntenverzorging, iets dat zeer belangrijk was in het beëindigen van de epidemie die Teschen in 1570 trof.
Op 24 juni 1573 introduceerde Wenceslaus III Adam een landsverordening in Teschen, waarin een reeks regulaties vermeld stonden die voor alle inwoners van het hertogdom golden. Hoewel deze wet aanvankelijk heel wat weerstand ondervond, werd ze uiteindelijk door de bevolking aanvaard.
In de buitenlandse politiek stelde hij zich op als een trouwe bondgenoot van het huis Habsburg in Wenen. Ook was hij aanwezig bij de kroning van de toekomstige keizer Maximiliaan II tot koning van Hongarije in 1563 en de begrafenis van keizer Ferdinand I in 1565.
In 1573 gaf Wenceslaus III Adam het bevel om sterke verdedigingsforten nabij Mosty u Jablunkova te bouwen om zo zijn hertogdom tegen een eventuele inval van de Turken te beschermen. In hetzelfde jaar was hij na het uitsterven van het huis Jagiello kandidaat om koning van Polen te worden, wat echter niet lukte.
Een ander groot probleem voor Wenceslaus III Adam was de spilzucht van zijn oudste zoon Frederik Casimir, die vanaf 1560 hertog van Freistadt en Skotschau en vanaf 1565 hertog van Bielitz was. Toen Frederik Casimir in 1571 onverwacht stierf, bleken zijn schulden zelfs zo hoog dat Wenceslaus III Adam zijn gebieden moest verkopen aan andere hertogen uit het huis Piasten.
Aan het einde van zijn leven was hij het slachtoffer een aanval van apoplexie en na een lange, slepende ziekte overleed hij in november 1579. Hij werd bijgezet in het voormalige dominicanenklooster van Teschen. 

## Huwelijken en nakomelingen
Op 8 februari 1540 huwde Wenceslaus III met Maria (1524-1566), dochter van zijn voogd Jan van Pernstein. Ze kregen drie kinderen:
- Sophia (1540-1541)
- Frederik Casimir (circa 1541/1542 - 1571)
- Anna (1543 - voor 1564)

Na de dood van Maria hertrouwde hij op 25 november 1567 in Teschen met Sidonia Catharina van Saksen-Lauenburg (overleden in 1594), dochter van hertog Frans I van Saksen-Lauenburg. Ze kregen zes kinderen:
- een dochter (1569)
- Christiaan August (1570-1571)
- Maria Sidonia (1572-1587), huwde in 1587 met hertog Frederik IV van Liegnitz
- Anna Sibylla (1573 - na 1601)
- Adam Wenceslaus (1574-1617), hertog van Teschen
- Jan Albrecht (1578 - voor 1579)